# Bismarck (adelsslægt)
 For alternative betydninger, se Bismarck. (Se også artikler, som begynder med Bismarck)
von Bismarck er en tysk (preussisk) adelslægt, der kan følges tilbage til 1270.

## Kendte medlemmer af slægten
- Otto von Bismarck (født 1. april 1815 i Schönhausen – død  30. juli 1898 i Friedrichsruh ved Hamborg)  preussisk ministerpræsident og tysk rigskansler.

- Otto Christian Archibald von Bismarck (25. september 1897 – 24. december 1975) var en tysk politiker og diplomat.

- Georg von Bismarck (født 15. februar 1891 i Neumühl i Neumark ved Küstrin – død 31. august 1942 ved El Alamein) var en tysk officer og general under 2. Verdenskrig. Han var leder af 21. Panzer division i Afrika, da han blev dræbt ved et luftangreb.

| Historie | Spire Denne historieartikel er en spire som bør udbygges. Du er velkommen til at hjælpe Wikipedia ved at udvide den. |